# 堀口大学
堀口大学（1892年1月8日 - 1981年3月15日）是日本詩人，曾將一些法語詩歌和法語小說翻譯成日語。
堀口大学由於在父亲的母校东京大学校门附近出生，所以得名“大学”。堀口大学曾在比利时、西班牙、巴西、罗马尼亚待過一段時間，會說法语。
1957年，他當選日本艺术院院士。 1959年，他獲頒读卖文学奖。後來又被昭和天皇授予三等瑞寶章。 1970年11月，他獲評文化功勞者。1979年又被日本政府授予文化勋章。